# 웨딩드레스 (2010년 영화)
"웨딩드레스"는 2010년에 개봉한 대한민국의 영화이다.

## 캐스팅
- 송윤아 : 서고운 역
- 김향기 : 장소라 역
- 김명국 : 정운 역
- 전미선 : 지혜 역
- 김여진 : 미자 역
- 김예령 : 여운 역
- 이기우 : 지훈 역
- 민아령 : 수란 역
- 채상우 : 민우 역
- 김수하 : 진아 역
- 고주연 : 진아 친구 2 역
- 노승범 : 구급대원 1 역
- 윤경호 : 구급대원 2 역
- 정인서 : 발레 아이 2 역
- 양진성 : 성인 장소라 역
- 태인호 : 레지던트 역
- 오미희 : 라디오 DJ 목소리 역 (특별출연)
- 한동준 : 라디오 DJ 목소리 역 (특별출연)
- 임도윤

## OST
- 우리 둘만의 여행 (목영진 작곡)
- 학교가는 길 (목영진 작곡)